# Agathomyia stonei
Agathomyia stonei är en tvåvingeart som beskrevs av Kessel 1961. Agathomyia stonei ingår i släktet Agathomyia och familjen svampflugor.
Artens utbredningsområde är Alaska. Inga underarter finns listade i Catalogue of Life.